# Adiantum boliviense
Adiantum boliviense är en kantbräkenväxtart som beskrevs av Christ och Rosenst. Adiantum boliviense ingår i släktet Adiantum och familjen Pteridaceae. Inga underarter finns listade.